# Salto.bz
Salto.bz ist ein Nachrichten- und Communityportal in Südtirol.
Die Website ist das erste zweisprachige Südtiroler Online-Nachrichtenportal und seit 2013 im Netz. Es bietet Informationen, Kommentare und Analysen mit Schwerpunkt auf Politik, Wirtschaft, Umwelt und gesellschaftlichen Themen. Die Website erlaubt angemeldeten Nutzern die Bereitstellung eigener Beiträge (user-generated content) in Artikelform und mit einer Kommentarfunktion die Beteiligung an Diskussionen.
Gegründet wurde salto.bz von der Genossenschaft Demos2.0, die auch als Herausgeber fungiert und ihren Rechts- und Steuersitz in Bozen hat.
Die Redaktion von salto.bz hat ihren Sitz in Bozen. Im Vordergrund der Berichterstattung in deutscher und italienischer Sprache steht die regionale Information, die durch Meldungen aus Italien und internationale News ergänzt wird.